# Cheyletiella
Cheyletiella (von griech. cheilos ‚Lippe‘) – auch als Pelzmilben bezeichnet – ist eine Gattung parasitär lebender Milben, die auf der Haut und an den Haaren von Säugetieren leben und das Krankheitsbild der Cheyletiellose auslösen können. Die Vertreter der Gattung sind wenig wirtspezifisch und können vorübergehend auch den Menschen befallen.
Es handelt sich um 0,2 bis 0,5 mm große, ovoide Milben. Sie haben stilettartige Cheliceren und die kurzen Pedipalpen tragen starke Klauen. Die Beine sind kräftig und tragen an ihrem Ende schmale kammartige Strukturen (Empodien). Die Milben halten sich mit den Klauen an den Haaren fest oder wandern durch die Zellreste auf der Haut („wandernde Schuppen“). Mit den Cheliceren stechen sie die Epidermis an, um sich von Gewebsflüssigkeit zu ernähren. Das Weibchen webt die Eier in eine Art Kokon ein und befestigt sie an den Haaren des Wirts. Die weitere Entwicklung läuft über ein Larven- und zwei Nymphenstadien und dauert etwa drei Wochen.

## Arten
Zur Gattung gehören fünf Arten, die morphologisch nur schwierig zu unterscheiden sind:
| Art                                       | Wirt(e)                               |
| ----------------------------------------- | ------------------------------------- |
| Cheyletiella blakei (Smiley, 1970)        | Katzen, Füchse, Mensch                |
| Cheyletiella parasitivorax (Mégnin, 1878) | Kaninchen, Katzen, Silberfuchs, Hunde |
| Cheyletiella romerolagi (Fain, 1972)      | Vulkankaninchen                       |
| Cheyletiella strandtmanni (Smiley, 1970)  | Hasen                                 |
| Cheyletiella yasguri (Smiley, 1965)       | Hunde, Katzen (selten), Mensch        |